# آفریتس امسی
آفریتس امسی (به آلمانی: Afritz am See) یک منطقهٔ مسکونی در اتریش است که در ناحیه فیلاخ-لاند واقع شده‌است. آفریتس امسی ۱٬۵۱۹ نفر جمعیت دارد.